# Omalisus graecus
Omalisus graecus is een keversoort uit de familie kasteelkevers (Omalisidae). De wetenschappelijke naam van de soort werd in 1901 gepubliceerd door Maurice Pic.